# Laportea mooreana
Laportea mooreana är en nässelväxtart som först beskrevs av William Philip Hiern, och fick sitt nu gällande namn av Chew. Laportea mooreana ingår i släktet Laportea och familjen nässelväxter. Inga underarter finns listade i Catalogue of Life.